# Nothing But Death Remains
Nothing But Death Remains è il primo album in studio del gruppo musicale progressive death metal svedese Edge of Sanity, pubblicato dalla Black Mark nel 1991.

## Tracce
1. Tales... – 6:03
2. Human Aberration – 3:35
3. Maze of Existence – 4:15
4. The Dead – 3:50
5. Decepted by the Cross – 3:48
6. Angel of Distress – 3:27
7. Impulsive Necroplasma – 3:02
8. Immortal Souls – 3:35

## Formazione
- Dan Swanö − voce
- Anders Lindberg − basso
- Benny Larsson − batteria
- Andreas Axelsson − chitarra
- Sami Nerberg − chitarra